# Бранко ван ден Бомен
Бра́нко ван ден Бо́мен (нід. Branco van den Boomen, нар. 21 липня 1995, Ейндговен, Нідерланди) — нідерландський футболіст, опорний півзахисник французького клуба «Тулуза».

## Ігрова кар'єра

### Клубна
Бранко ван ден Броом є вихованцем клубів «Валвейк» та «Аякс». З 2013 року був внесений в заявку столичного клубу. Але в основі так і не зіграв, виступаючи за «Йонг Аякс». Влітку 2014 року футболіст перейшов до клубу «Ейндговен». Через рік ван ден Боомен приєднався до клубу «Геренвен» і саме з цим клубом він дебютував у турнірі Ередивізі. Вже у 2017 році ван ден Боомен повернувся до «Ейндговена».
Влітку 2019 року півзахисник у складі нового клубу «Де Графсхап» знову повернувся до Ерстедивізі.
У 2020 році футболіст перебрався до Франції, де підписав контракт з клубом «Тулуза». Разом з клубом футболіст двічі вилітав з Ліги 1 та знову повертався до еліти.

### Збірна
У 2012 році у складі збірної Нідерландів (U-17) Бранко ван ден Боом став переможцем юнацької першості Європи, що проходив у Словенії.

## Титули
- Чемпіон Європи (U-17): 2012
- Володар Кубка Франції: 2022-23